# Zgornja Bavarska
Zgornja Bavarska (nem. Oberbayern) je ena izmed sedem upravnih regij v nemški pokrajini Bavarski in sicer v njenerm južnem delu ter ima okoli 4,7 milijona prebivalcev. Največje mesto in središče Zgornje Bavarske je München. 
Zgornja Bavarska je razdeljena na tri autonomna mesta in dvajset okrožij;

### Avtonomna mesta
1. Ingolstadt
2. München
3. Rosenheim

### Okrožja
| 1. Altötting 2. Bad Tölz-Wolfratshausen 3. Berchtesgadener Land 4. Dachau 5. Ebersberg 6. Eichstätt 7. Erding 8. Freising 9. Fürstenfeldbruck 10. Garmisch-Partenkirchen | 1. Landsberg am Lech 2. Miesbach 3. Mühldorf am Inn 4. München 5. Neuburg-Schrobenhausen 6. Pfaffenhofen an der Ilm 7. Rosenheim 8. Starnberg 9. Traunstein 10. Weilheim-Schongau. |